# Under Pressure
"Under Pressure" er en sang skrevet af David Bowie i samarbejde med det britiske rockband Queen som udgav den første version med Bowie og Freddie Mercury som sangerne. Den blev udgivet på Queens album Hot Space fra 1982. Sangen nåede nummer 1 på UK Singles Chart, og blev således den anden af gruppens nummer 1-hits i hjemlandet (efter "Bohemian Rhapsody" som toppede hitlisten i ni uger i 1975). Sangen toppede kun som nummer 29 i USA på Billboard Hot 100, og kom ind igen som nummer 45 efter Bowies død i januar 2016. Den blev listet som nummer 32 på VH1's 100 Greatest Songs of the '80s.
Sangen blev spillet live til alle Queens koncerter fra 1981 indtil gruppen stoppede mede at turnerede i 1986. Den blev indspillet på de to livealbums Queen Rock Montreal og Live at Wembley '86. Sangen var også inkluderet på nogle udgaver af Queens første Greatest Hits, som bl.a. den oprindelige Elektra-udgivelse i 1981 i USA. Den er også med på Greatest Hits II, Classic Queen og Absolute Greatest samt på flere af Bowies opsamlingsalbums som Best of Bowie (2002), The Platinum Collection (2005), Nothing Has Changed (2014) og Legacy (2016).

## Hitlister

### Oprindelige udgave
| Hitliste (1981–82)                               | Højeste placering |
| ------------------------------------------------ | ----------------- |
| Australia (Kent Music Report)                    | 6                 |
| Østrig (Ö3 Austria Top 40)                       | 10                |
| Belgien (Ultratop 50 Flanderen)                  | 5                 |
| Belgium (VRT Top 30 Flanders)                    | 5                 |
| Canada (CHUM)                                    | 1                 |
| Canada Top Singles (RPM)                         | 3                 |
| Tyskland (Official German Charts)                | 21                |
| Irland (IRMA)                                    | 2                 |
| Holland (Dutch Top 40)                           | 1                 |
| Holland (Single Top 100)                         | 1                 |
| New Zealand (RIANZ)                              | 6                 |
| Norge (VG-lista)                                 | 5                 |
| South Africa (Springbok Radio)                   | 4                 |
| Sverige (Sverigetopplistan)                      | 10                |
| Schweiz (Schweizer Hitparade)                    | 10                |
| Storbritannien Singles (Official Charts Company) | 1                 |
| USA Billboard Hot 100                            | 29                |
| US Cash Box Top 100                              | 22                |

| Hitliste (1981)          | Placering |
| ------------------------ | --------- |
| Australia                | 89        |
| Canada Top Singles (RPM) | 73        |
| UK                       | 43        |

| Hitliste (1982)                 | Placering |
| ------------------------------- | --------- |
| Canada Top Singles (RPM)        | 41        |
| US (Joel Whitburn's Pop Annual) | 170       |

| Hitliste (2009) | Højeste placering |
| --------------- | ----------------- |
| Irland (IRMA)   | 45                |

| Hitliste (2016) (efter Bowies død)               | Højeste placering |
| ------------------------------------------------ | ----------------- |
| Australien (ARIA)                                | 42                |
| Østrig (Ö3 Austria Top 40)                       | 37                |
| Frankrig (SNEP)                                  | 20                |
| Tyskland (Official German Charts)                | 71                |
| Irland (IRMA)                                    | 51                |
| Italien (FIMI)                                   | 29                |
| Holland (Single Top 100)                         | 66                |
| Spanien (PROMUSICAE)                             | 28                |
| Sverige (Sverigetopplistan)                      | 59                |
| Schweiz (Schweizer Hitparade)                    | 49                |
| Storbritannien Singles (Official Charts Company) | 43                |
| US Billboard Hot 100                             | 45                |

### "Rah Mix"
| Land (1999) | Højeste placering |
| ----------- | ----------------- |
| UK          | 14                |
| Holland     | 19                |